# Batalha das Ilhas Komandorski

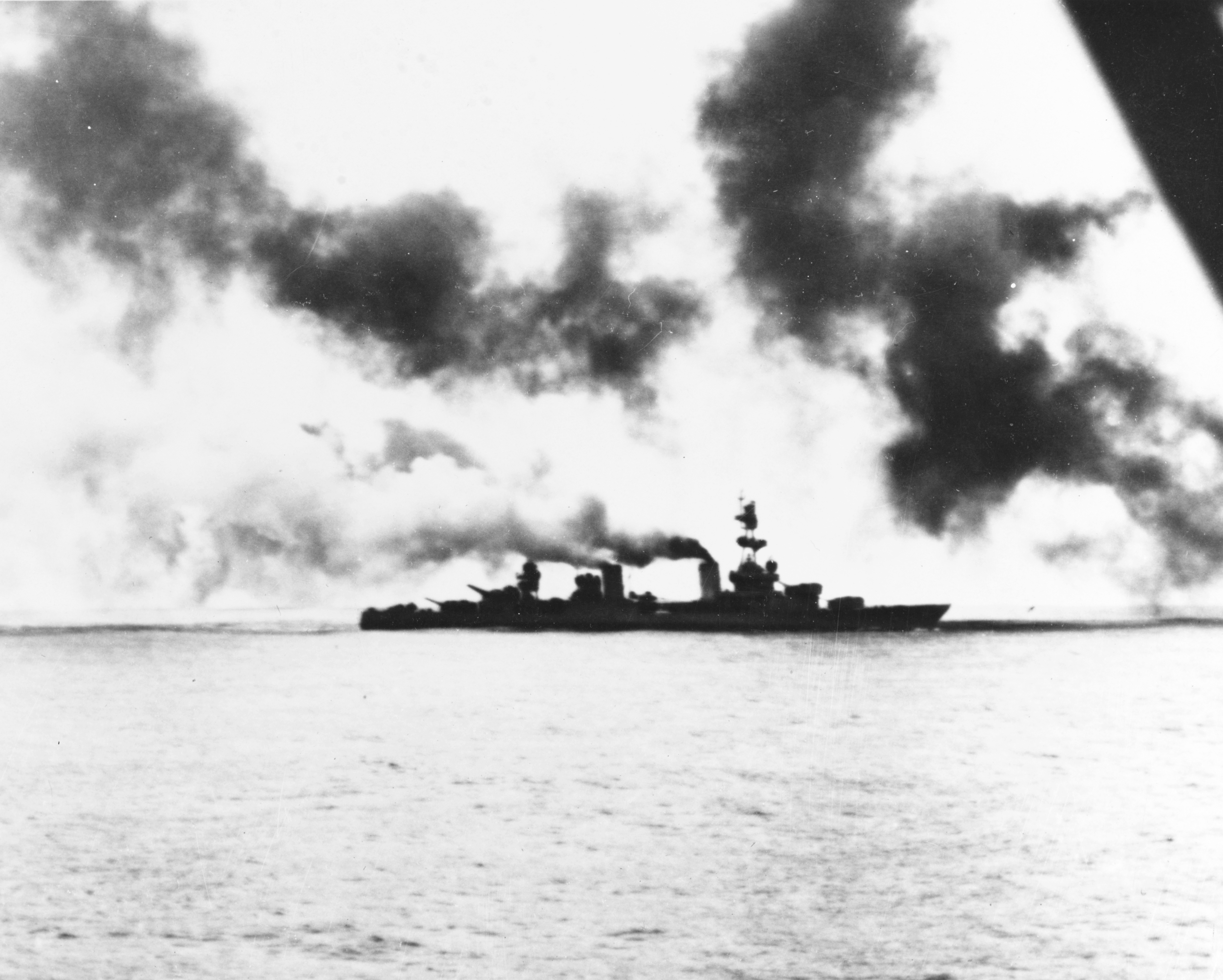
O cruzador pesado USS Salt Lake City (CA-25) enfrenta o navio japonês perto das Ilhas Komandorski.

A Batalha das Ilhas Komandorski foi uma batalha naval ocorrida durante a Segunda Guerra Mundial, entre a Marinha dos Estados Unidos e a Marinha Imperial Japonesa no Pacífico ao largo do norte das ilhas Komandorski. Este foi um dos compromissos navais mais incomuns da guerra.

## História
Ocorreu no dia 27 de março 1943, no Pacífico Norte. As forças dos EUA estavam cientes de um navio de carga para abastecimento de guarnições japonesas em duas das ilhas Aleutas que ocupavam. A Marinha dos EUA, de seguida, enviou uma força naval comandada pelo contra-almirante Charles McMorris para interceptar o navio. A frota de McMorris composta por quatro contratorpedeiros, um cruzador e um cruzador pesado. A frota japonesa, desconhecida pelos americanos, escolheu escoltar um comboio com dois cruzadores pesados, dois cruzadores leves e quatro contratorpedeiros, comandados pelo vice-almirante Boshiro Hosogaya.
Na manhã do dia 27, o navio japonês foi interceptado por navios americanos que bloquearam seu caminho, dando origem ao confronto. Devido à distância do local da batalha e do encontro casual no oceano, nenhuma das frotas utilizaram apoio submarino ou aéreo, limitando a batalha a um rigoroso conflito. Este foi o único caso deste tipo na guerra do Pacífico e o último duelo de artilharia puro na história naval.